# Neobisium goldameirae
Espèce
Neobisium goldameirae est une espèce de pseudoscorpions de la famille des Neobisiidae.

## Distribution
Cette espèce est endémique du Monténégro. Elle se rencontre sur le mont Durmitor dans les grottes Arapova Pećina et Pećina u Pleću.

## Description
Les mâles mesurent de 3,83 à 3,94 mm. Ce pseudoscorpion est anophtalme.

## Étymologie
Cette espèce est nommée en l'honneur de Golda Meir.

## Publication originale
- Ćurčić, Dimitrijević, Ćurčić, Tomić & Ćurčić, 2004 : On some new high altitude, cave, and endemic pseudoscorpions (Pseudoscorpiones, Arachnida) from Croatia and Montenegro. Acta Entomologica Serbica, vol. 7, p. 83-110.